# Nothroctenus fuxico
Espèce
Nothroctenus fuxico est une espèce d'araignées aranéomorphes de la famille des Ctenidae.

## Distribution
Cette espèce est endémique du Sergipe au Brésil,. Elle se rencontre à Areia Branca dans la Serra de Itabaiana.

## Description
Le mâle holotype mesure 11,80 mm et la femelle paratype 12,80 mm.

## Publication originale
- Dias & Brescovit, 2004 : Microhabitat selection and co-occurrence of Pachistopelma rufonigrum Pocock (Araneae, Theraphosidae) and Nothroctenus fuxico sp. nov. (Araneae, Ctenidae) in tank bromeliads from Serra de Itabaiana, Sergipe, Brazil. Revista Brasileira de Zoologia, vol. 21, p. 789-796 (texte intégral).